# Dąbrowa (powiat pucki)
Dąbrowa (kaszb. Dąbrowa lub też Dąbrowò, niem. Dombrowa) – osada kaszubska w Polsce położona w województwie pomorskim, w powiecie puckim, w gminie Krokowa na obszarze kompleksu leśnego Puszczy Darżlubskiej. Osada wchodzi w skład sołectwa Tyłowo.
W latach 1975–1998 miejscowość administracyjnie należała do województwa gdańskiego.